# 百瀬賢午
百瀬 賢午（ももせ けんご、1966年（58 - 59歳） - ）は、日本の音楽プロデューサー、ギタリスト・作曲家・編曲家。

## 来歴・人物
長野県松本市出身。神奈川県藤沢市在住。
1985年 長野県松本県ヶ丘高等学校を経て、日本ギター専門学校卒業。学校法人 国際新堀芸術学院エレキギター科主任。

## 主な楽曲
- 鳥の歌[3]
- 星月夜二想フ
- 花宴（はなのえん）[4]
- ティアーズ・オブ・イオス'06
- ゴールドラッシュ
- パート・オブ・ユア・ワールド （メンケン／百瀬賢午編）
- てぃんさぐぬ花 （沖縄民謡／百瀬賢午編）
- 翼
- 雨～水と光のファンタジア